# Натамицин
Натамицинът (синоними: Пимарицин, Пимафуцин, Мипроцин, А5283, Тенецетин) е полиенов противогъбичен антибиотик, активен срещу Candida spp., Fusarium spp. и някои представители на Trichomonas spp..
Използва се за лечение на гъбични инфекции в медицината и като консервант в хранителната индустрия.

## Откриване
Натамицинът е изолиран за първи път от течни култури на Streptomyces natalensis. Почвените проби, съдържащи този стрептомицет, били взети близо до град Питермарцибург, в провинция Натал, Южна Африка. Затова първоначално антибиотикът получил две названия: Пимарицин и Натамицин.
Малко по-късно натамицинът е изолиран независимо в САЩ, където е наречен А5283 и Тенецетин, а след това се е продавал под патентованото наименование Мипроцин.

## Физико-химични свойства
Натамицинът представлява игловидни бели кристали, които се топят при 180 °C, като едновременно с това се и разлагат. Практически неразтворим в спирт и вода – едва 0,005%. Неговите разтвори и суспензии се разлагат от окислители, тежки метали и светлина, но са устойчиви на кратковременно загряване. При рН от 4 до 7 натамицинът е стабилен. В силно кисела среда естерните му връзки се разкъсват, като се освобождават микозамин, апонатамицин и други, все още непълно изучени вещества.

## Механизъм на действие
Натамицинът е активен основно срещу дрожди и плесенни гъбички. Той образува комплексно съединение с ергостерина, който се съдържа в техните мембрани, като по този начин увеличава тяхната пропускливост до нива, несъвместими с нормалното функциониране на гъбичката.
Натамицинът е високоефективен срещу дрожди и плесенни, но не действа срещу бактерии, вируси и актиномицети. Особено ефективен е срещу гъбичките, които поразяват кожата на човека, което обуславя и неговото използване в медицината. Повечето дрожди и плесенни гъбички се повлияват от натамицина, при концентрация от 5 – 10 mg/kg.
Някой дрожди и гъбички са способни да развият резистентност срещу натамицина, особено при неправилното му прилагане.
Средната смъртоносна доза (LD50) на натамицина при перорален прием е 1,5 g/kg телесно тегло за мишки и плъхове и 0,45 g/kg телесно тегло за морско свинче.

## Употреба в медицината
В медицината се използва под патентованото наименование Пимафуцин, като средство срещу гъбични инфекции на кожата, при кандидоза и други.
Дозировка при възрастни: по 0,1 g през 6 ч.; при орална кандидоза поразените участъци се обработват с 1 – 2 мл. от суспензията 4 – 6 пъти на ден; при вулвовагинит се прилага по 1 вагинална свещ вечер преди лягане.
Дозировка при деца: по 0,1 g през 12 ч.; при орална кандидоза поразените участъци се обработват с 0,5 мл. от суспензията 4 – 6 пъти на ден;
Натамицинът е противопоказан при порфирия.

## Консервант
В хранително-вкусовата промишленост натамицинът се използва като противогъбичен консервант. Кодовото му означение е E235. Натамицинът е единственият антибиотик, разрешен за употреба в хранителната индустрия. В някои страни това му приложение е забранено, за да не се компрометира използването му в медицината.
Натамицинът се нанася върху хранителните продукти в тънък слой, който защитава подлежащите повърхности от гъбички. Пределно допустимата му концентрация е до 2 mg / L, в слой с дебелина до 5 мм.
За целите на хранително-вкусовата промишленост, натамицинът се продава се под търговските марки Delvocid, Delvopos, Delvocoat и Natamax, а също така и като 50%-на смес с лактоза.